# 쉬페르리그 2014-15
쉬페르 리그 2014-15는 2014년부터 2015년까지 통산 57번째로 열리는 터키 축구 1부리그 쉬페르리그이다.

## 참가팀
엘라지스포르, 안탈리아스포르, 카이세리스포르가 2013-14 시즌 결과로 강등됐다. 대신 TTF 1. 2013-14 시즌의 결과로 우승팀 이스탄불 바샥셰히르 FK, 준우승팀 발리케시르스포르, 플레이오프 승리팀 메르신 이드만 유르두가 승격됐다.
| 팀명                      | 연고지       | 경기장                          | 수용인원 |
| ------------------------- | ------------ | ------------------------------- | -------- |
| 아크히사르 벨레디예스포르 | 마니사       | 마니사 19 마으스 경기장         | 16,597   |
| 발리케시르스포르          | 발리케시르   | 발리케시르 아타튀르크 경기장    | 15,800   |
| 베식타시 JK               | 이스탄불     | 아타튀르크 올림피야트 경기장    | 76,092   |
| 부르사스포르              | 부르사       | 부르사 아타튀르크 경기장        | 25,661   |
| 차이쿠르 리제스포르       | 리제         | 예니 리제 셰히르 경기장         | 15,485   |
| 에스키셰히르스포르        | 에스키셰히르 | 에스키셰히르 아타튀르크 경기장  | 13,520   |
| 페네르바흐체 SK           | 이스탄불     | 쉬크뤼 사라졸루 경기장          | 50,509   |
| 갈라타사라이 SK           | 이스탄불     | 튀르크 텔레콤 아레나            | 52,652   |
| 가지안테프스포르          | 가지안테프   | 카밀 오작 경기장                | 16,981   |
| 겐츨레르비를리이 SK       | 앙카라       | 앙카라 19 마으스 경기장         | 19,209   |
| 바샥셰히르                | 이스탄불     | 바샥셰히르 아레나               | 17,800   |
| 카라뷔크스포르            | 카라뷔크     | Dr.네즈멧틴 셰이호루 경기장     | 14,200   |
| 카슴파샤                  | 이스탄불     | 레제프 타이이프 에르도안 경기장 | 14,234   |
| 카이세리스포르            | 카이세리     | 카디르 하스 경기장              | 32,864   |
| 코니아스포르              | 코니아       | 뉴 코니아 경기장                | 42,276   |
| 메르신 이드만 유르두      | 메르신       | 메르신 아레나                   | 25,534   |
| 시바스스포르              | 시바스       | 시바스 4 에이륄 경기장          | 14,998   |
| 트라브존스포르            | 트라브존     | 휘세인 아브니 아케르 경기장     | 24,169   |

### 감독 변동
| 팀                        | 전임 감독              | 사유      | 사임 일자        | 신임 감독         | 임명 일자        |
| ------------------------- | ---------------------- | --------- | ---------------- | ----------------- | ---------------- |
| 페네르바흐체 SK           | 에르순 야날            | 사임      | 2014년 8월 9일   | 이스마일 카르탈   | 2014년 8월 12일  |
| 겐츨레르비를리이 SK       | 무스타파 카플란        | 경질      | 2014년 9월 13일  | 이르판 부즈       | 2014년 9월 24일  |
| 코니아스포르              | 메수트 바칼            | 경질      | 2014년 10월 25일 | 아이쿠트 코자만   | 2014년 10월 28일 |
| 트라브존스포르            | 바히드 할릴호지치      | 상호 합의 | 2014년 11월 8일  | 에르순 야날       | 2014년 11월 12일 |
| 발리케시르스포르          | 이스마일 에르테킨      | 사임      | 2014년 11월 24일 | 케말 외즈데쉬     | 2014년 11월 30일 |
| 카이세리스포르            | 뷜렌트 코르크마즈      | 경질      | 2014년 11월 25일 | 우르 튀튀네케르   | 2014년 12월 7일  |
| 갈라타사라이 SK           | 체사레 프란델리        | 경질      | 2014년 11월 27일 | 함자 함자올루     | 2014년 12월 1일  |
| 차이쿠르 리제스포르       | 메흐멧 외즈딜렉        | 경질      | 2014년 12월 7일  | 히크멧 카라만     | 2014년 12월 11일 |
| 시바스스포르              | 로베르토 카를로스      | 사임      | 2014년 12월 21일 | 세르겐 얄츤       | 2014년 12월 23일 |
| 아크히사르 벨레디예스포르 | 무스타파 레쉬트 악차이 | 상호 합의 | 2014년 12월 29일 | 로베르토 카를로스 | 2015년 1월 11일  |
| 에스키셰히르스포르        | 에르트룰 살람          | 사임      | 2015년 1월 5일   | 미하엘 스키베     | 2015년 1월 12일  |
| 카이세리스포르            | 우르 튀튀네케르        | 사임      | 2015년 1월 8일   | 메흐멧 외즈딜렉   | 2015년 1월 10일  |
| 겐츨레르비를리이 SK       | 이르판 부즈            | 경질      | 2015년 2월 17일  | 메수트 바칼       | 2015년 2월 17일  |
| 카라뷔크스포르            | 토루나이 카프카스      | 상호 합의 | 2015년 2월 23일  | 이을마즈 부랄     | 2015년 2월 24일  |
| 카슴파샤                  | 쇼타 아르벨라제        | 사임      | 2015년 3월 13일  | 얀 바우터스       | 2015년 3월 24일  |
| 카이세리스포르            | 메흐멧 외즈딜렉        | 사임      | 2015년 3월 24일  | 파티흐 테케       | 2015년 3월 29일  |
| 카슴파샤                  | 얀 바우터스            | 상호 합의 | 2015년 4월 14일  | 왼데르 외젠       | 2015년 4월 14일  |
| 발리케시르스포르          | 케말 외즈데쉬          | 사임      | 2015년 4월 26일  | 지핫 알슬란       | 2015년 4월 27일  |
| 겐츨레르비를리이 SK       | 메수트 바칼            | 사임      | 2015년 5월 23일  | 무스타파 카플란   | 2015년 5월 23일  |

## 리그 순위
| 순위 | 팀                                  | 경기 | 승 | 무 | 패 | 득 | 실 | 차  | 승점 | 참가 자격 및 강등                                   |
| ---- | ----------------------------------- | ---- | -- | -- | -- | -- | -- | --- | ---- | --------------------------------------------------- |
| 1    | 갈라타사라이 (C)                    | 34   | 24 | 5  | 5  | 60 | 35 | +25 | 77   | UEFA 챔피언스리그 2015-16 조별 리그                 |
| 2    | 페네르바흐체                        | 34   | 22 | 8  | 4  | 60 | 29 | +31 | 74   | UEFA 챔피언스리그 2015-16 플레이오프                |
| 3    | 틀:축구단 베식타시                  | 34   | 21 | 6  | 7  | 55 | 32 | +23 | 69   | UEFA 유로파리그 2015-16 조별 리그                   |
| 4    | 틀:축구단 이스탄불 바샥셰히르 FK    | 34   | 15 | 14 | 5  | 49 | 30 | +19 | 59   | 틀:축구 라운드2 UEFA 유로파리그 2015-16 3차 예선전  |
| 5    | 트라브존스포르                      | 34   | 15 | 12 | 7  | 58 | 48 | +10 | 57   | 틀:축구 라운드2 UEFA 유로파리그 2013-14 1차 예선전1 |
| 6    | 틀:축구단 부르사스포르              | 34   | 16 | 9  | 9  | 69 | 44 | +25 | 57   |                                                     |
| 7    | 틀:축구단 메르신 이드만 유르두      | 34   | 13 | 8  | 13 | 54 | 48 | +6  | 47   |                                                     |
| 8    | 틀:축구단 코니아스포르              | 34   | 12 | 10 | 12 | 30 | 39 | -9  | 46   |                                                     |
| 9    | 틀:축구단 겐츨레르비를리이 SK       | 34   | 10 | 10 | 14 | 46 | 44 | +2  | 40   |                                                     |
| 10   | 틀:축구단 가지안테프스포르          | 34   | 11 | 7  | 16 | 31 | 48 | -17 | 40   |                                                     |
| 11   | 틀:축구단 에스키셰히르스포르        | 34   | 9  | 12 | 13 | 45 | 52 | -7  | 39   |                                                     |
| 12   | 틀:축구단 아크히사르 벨레디예스포르 | 34   | 9  | 11 | 14 | 41 | 51 | -10 | 38   |                                                     |
| 13   | 틀:축구단 카슴파샤                  | 34   | 9  | 10 | 15 | 56 | 73 | -17 | 37   |                                                     |
| 14   | 틀:축구단 차이쿠르 리제스포르       | 34   | 9  | 9  | 16 | 41 | 55 | -14 | 36   |                                                     |
| 15   | 틀:축구단 시바스스포르              | 34   | 9  | 9  | 16 | 43 | 50 | -7  | 36   |                                                     |
| 16   | 틀:축구단 카라뷔크스포르 (R)        | 34   | 7  | 7  | 20 | 44 | 64 | -20 | 28}} |                                                     |
| 17   | 틀:축구단 카이세리스포르 (R)        | 34   | 5  | 12 | 17 | 43 | 62 | -19 | 27}} |                                                     |
| 18   | 틀:축구단 발리케시르스포르 (R)      | 34   | 6  | 9  | 19 | 48 | 69 | -21 | 27}} | TTF 1. 리그 2015-16로 강등                          |

* 마지막 업데이트 : 2015년 6월 23일
* 출처 : 
* 순위 결정방식 : 
1) 승점; 2) 골 득실차; 3) 득점 수.
1: 트라브존스포르는 상대 전적에서 부르사스포르에 앞서서 5위가 됐다.
* (C) = 우승; (R) = 강등; (P) = 승격; (O) = 플레이오프 승리; (A) = 다음 라운드 진출 
* 시즌이 끝나지 않은 경우만 사용되는 표시: 
(Q) = 대항전 진출 자격이 됨; (TQ) = 대항전 진출 자격이 됐으나 진출할 라운드가 정해지지 않음; (RQ) = 강등 결정전 진출 자격이 됨; (DQ) = 대항전 진출 자격을 잃음.

## 통계

### 골
2015년 5월 30일 현재
“Süper Lig Top Goalscorers”. TFF. 2015년 5월 30일에 확인함. 

“Süper Lig Top Goalscorers”. NTV Spor. 2015년 5월 30일에 확인함.
| 순위 | 선수명                               | 소속팀                    | 골 |
| ---- | ------------------------------------ | ------------------------- | -- |
| 1    | 페르난당                             | 부르사스포르              | 22 |
| 2    | 뎀바 바                              | 베식타시 JK               | 18 |
| 3    | 오스카르 카르도소                    | 트라브존스포르            | 17 |
| 4    | 부라크 이을마즈                      | 갈라타사라이 SK           | 16 |
| 5    | 무사 소우                            | 페네르바흐체 SK           | 14 |
| 6    | 틀:나라자료 DR Congo 세드리크 바캄부 | 부르사스포르              | 13 |
| 6    | 아티프 챠헤추헤                      | 시바스스포르              | 13 |
| 6    | 오스카 스카리오네                    | 카슴파샤                  | 13 |
| 9    | 테오파니스 게카스                    | 아크히사르 벨레디예스포르 | 12 |
| 9    | 레오니 퀘퀘                          | 차이쿠르 리제스포르       | 12 |
| 9    | 볼칸 쉔                              | 부르사스포르              | 12 |

| 

### 헤트트릭
2015년 5월 30일 현재
| 날짜             | 선수명               | 소속팀               | 상대팀                    | 경기결과 |
| ---------------- | -------------------- | -------------------- | ------------------------- | -------- |
| 2014년 10월 4일  | 세미흐 셴튀르크      | 바샥셰히르           | 아크히사르 벨레디예스포르 | 4–0      |
| 2014년 10월 25일 | 세드리크 바캄부      | 부르사스포르         | 발리케시르스포르          | 0–5      |
| 2014년 12월 1일  | 오스카르 카르도소    | 트라브존스포르       | 겐츨레르비를리이 SK       | 4–1      |
| 2015년 2월 8일   | 웰리톤               | 메르신 이드만 유르두 | 카슴파샤                  | 6–2      |
| 2015년 4월 4일   | 모에스타프 엘 카비르 | 겐츨레르비를리이 SK  | 카슴파샤                  | 5–2      |
| 2015년 5월 9일   | 페르난당             | 부르사스포르         | 카라뷔크스포르            | 7–1      |